# Vélovap
Le Vélovap est un modèle de cyclomoteur construit par la "Société VAP Moteur Auxiliaire", constructeur de cyclomoteurs, qui fut en son temps le concurrent direct du VéloSolex. Sa fabrication ne durera cependant que dix ans.

## Historique
Le Vélovap est lancé en 1957, en étant plus avancé techniquement que le VéloSoleX 1400, grâce à son moteur relevable placé sur la roue avant, avec son embrayage automatique, comme le VélosoleX 1700, qui devra attendre 1959 pour en être équipé, mais aussi avec une puissance supérieure à son concurent.
La société ABG produit l'engin avec un moteur muni d'une transmission à galet sur la roue Avant, mais confie la fabrication de la partie-cycle sur études et plans ABG à plusieurs usines : 
- Alcyon-Lucer à Hazebrouck ;
- Rhonson à Lyon ;
- Tendil à Nîmes ;
- Cycles Gitane à Machecoul ;
- Cycles Jeunet à Dôle.

La conception du moteur est très différente de son concurrent. Pratiquement l'inverse du VéloSoleX.
(Vue De gauche à droite - dans le sens de la marche)
- Réservoir de carburant.
- Embrayage automatique centrifuge accolé.
- Galet de transmission sur le pneu.
- Carburateur Gurtner.
- Allumage ABG à aimant tournant sous capot.

La carrosserie du moteur est faite par deux coques en plastique moulés, amincies aux extrémités, de part et d'autre du cylindre, avec un phare central profilé, et une barre de maintien des deux coques traversante sur l'avant.
Une poignée de gaz et de décompression, est montée sur le guidon à droite, et un petit levier avec articulations situé derrière le moteur en bas à gauche, permet de le relever pour transformer l'engin en vélo en cas de besoin.
Il n'y a pas de volant magnétique, mais un allumage entrainé par l'axe moteur, par aimant tournant entre deux bobines, avec vis platinées réglables au centre.
Le cadre de l'engin de couleur Bleu Clair est assemblé à ses débuts de production par différents fabricants de cycles.
L'assemblage final se fait chez la "Société VAP Moteurs Auxiliaire". Malgré une nouvelle conception plutôt innovante, l'engin ne sera produit que pendant dix ans.
Après un bref déplacement du montage et de la fabrication en 1965 chez ABG-VAP, puis chez "Cazenave" à Belin, la fabrication du VéloVap s'arrêtera en 1967.

## Quelques caractéristiques
- Béquille centrale.
- Poignée de gaz au guidon.
- Boite à outils cylindrique accrochée sous la selle.
- Cadre tube central soudé et parties AR embouties.
- Type Moteur : VAP.VV.
- Alésage × course : 40 × 38 mm.
- Cylindrée : 48 cm3.
- Puissance : 1,2 ch.
- Embrayage : automatique centrifuge.
- Transmission : par galet sur roue AV.
- Carburateur : Gurtner CV10 sans pompe à essence.
- Gicleur : ∅ 19 mm.
- Allumage : par rupteur sans volant magnétique.
- Calage : 1,1 mm.
- Capacité essence : 1,4 l de mélange à 4 %.
- Dimension roues : 23/2.

VéloVap était une marque déposée de la S.E.V.M.A., 3 impasse Thoréton, Paris 15e.